# Лілль (жіночий клуб)
«Лілль» — французький жіночий футбольний клуб, створений в 2015 році шляхом входження в структуру клубу «Лілль» жіночої команди «FF Templemars-Vendeville». Виступає в другому дивізіоні французького жіночого футболу.

## Історія
Свій перший матч команда провела 6 вересня 2015 проти команди «Мец». Матч закінчився поразкою «Лілля» з рахунком 0:4. При цьому перед командою було поставлено завдання на сезон вийти в найсильніший дивізіон французького жіночого футболу.